# 弗朗齐歇克·切尔尼克
弗朗齐歇克·切尔尼克（捷克語：František Černík，1953年6月3日—），捷克男子冰球运动员。他曾代表捷克斯洛伐克国家队参加1984年冬季奥林匹克运动会冰球比赛，获得一枚银牌。